# Филмова агенция на Северна Македония
Филмовата агенция на Северна Македония (на македонска литературна норма: Филмска агенција на Северна Македонија), известна още като Филмовия фонд, е правителствена агенция в Северна Македония. 
Създадена е през 2006 г., за да помага, подкрепя и допринася за филмовата индустрия на Северна Македония. Създаден от правителството на Северна Македония, Филмовият фонд е юридическо лице съгласно Закона за Филмовия фонд, а регистрираният му офис се намира в Скопие, като официално започва работа през 2008 г. Целта на агенцията е да предоставя артистична и финансова подкрепа на филмови проекти в Северна Македония или на македонски режисьори. Тя предоставя ресурси на студия и независими режисьори в Северна Македония и има контрол върху кината и филмовите фестивали.